# Elezione imperiale del 1790

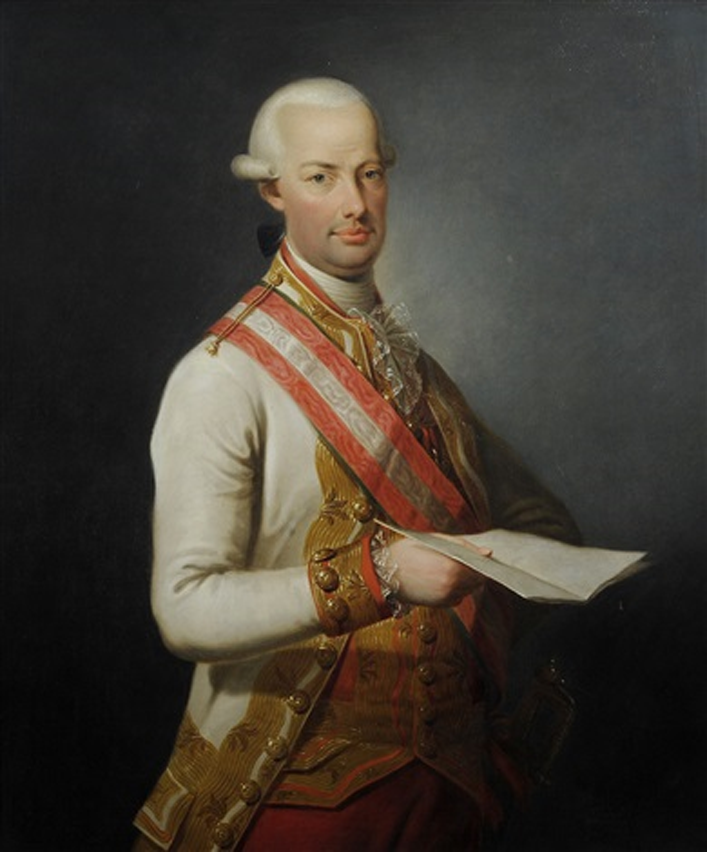
L'imperatore Leopoldo II d'Asburgo-Lorena.

L'elezione imperiale del 1790 si è svolta a Francoforte sul Meno il 30 settembre 1790.

## Contesto storico
L'imperatore Giuseppe II d'Asburgo-Lorena morì il 20 febbraio 1790. Non avendo avuto figli, la successione nei domini ereditari asburgici spettava a suo fratello Pietro Leopoldo, granduca di Toscana.

## Principi elettori
| Principe elettore | Principe elettore                | Titolo elettorale          | Altri titoli                                          | Confessione |
| ----------------- | -------------------------------- | -------------------------- | ----------------------------------------------------- | ----------- |
|                   | Friedrich Karl Josef von Erthal  | Arcivescovo di Magonza     | Vescovo di Worms                                      | Cattolico   |
|                   | Clemente Venceslao di Sassonia   | Arcivescovo di Treviri     | Vescovo di Augusta                                    | Cattolico   |
|                   | Massimiliano d'Asburgo-Lorena    | Arcivescovo di Colonia     | Vescovo di Münster Gran maestro dell'Ordine teutonico | Cattolico   |
|                   | Pietro Leopoldo d'Asburgo-Lorena | Re di Boemia               | Arciduca d'Austria Re d'Ungheria                      | Cattolico   |
|                   | Carlo Teodoro di Baviera         | Duca di Baviera            | Conte Palatino del Reno                               | Cattolico   |
|                   | Federico Augusto III di Sassonia | Duca di Sassonia           |                                                       | Cattolico   |
|                   | Federico Guglielmo II di Prussia | Margravio di Brandeburgo   | Re di Prussia                                         | Calvinista  |
|                   | Giorgio III di Hannover          | Duca di Brunswick-Lüneburg | Re di Gran Bretagna Re d'Irlanda                      | Anglicano   |

## Esito
Pietro Leopoldo venne eletto imperatore il 30 settembre 1790 e fu incoronato nel Duomo di Francoforte sul Meno il 9 ottobre, assumendo il nome di Leopoldo II. A luglio di quell'anno aveva abdicato al trono di Toscana, affidandolo al secondogenito Ferdinando III.